# 卒うた
4夜連続ドラマ 『卒うた』（よんやれんぞくどらま『そつうた』）は、2010年3月1日から2010年3月4日の23:00 - 23:45（JST）に、フジテレビ系列で放送されたテレビドラマ。
フジテレビの4夜連続ドラマとしては、2006年・2007年の『翼の折れた天使たち』、2008年の『一瞬の風になれ』、2009年の『血液型別 オンナが結婚する方法♪』に続いての5年目・4作品目である。

## 概要
タイトルにある通り、4夜とも卒業をテーマにしていて、共通する設定はあるラジオ番組。
ラジオ番組「ミュージックダイアリー」のパーソナリティーと3人のリスナーの女性たちの卒業を描いた作品。この番組では毎回異なる卒業ソングが紹介され、それぞれの楽曲に合ったストーリーが展開される。ラジオパーソナリティー・立花仁美役の長澤まさみは全ての回の冒頭とラストに出演（実質的な「ストーリーテラー」役）している。また、リスナーである第3夜までのヒロインたちは第4夜にも1シーンのみ登場し、仁美にお便りを送っている。

## 第1夜 Best Friend

### 概要
Kiroroの『Best Friend』をテーマに高校生の卒業を描く。視聴率8.3%

### あらすじ
高校生の高野あゆみはサッカー部の加藤正信に告白しようとするが、失敗してしまう。友人の佐藤真美に慰められたあゆみは「もう恋なんてしない」と誓うのだが、数時間後に出会った化学部の岡本貴行に一目惚れしてしまう。あゆみは卒業までに想いを伝えようと真美に協力を頼み『あゆみの告白大作戦』がスタートするのだが…。

### キャスト
- 高野あゆみ - 志田未来 （主演）
- 佐藤真美 - 忽那汐里 （親友役）
- 岡本貴行 - 入江甚儀
- 加藤正信 - 染谷将太
- ADの男 - ムロツヨシ
- 立花仁美 - 長澤まさみ

## 第2夜 道

### 概要
EXILEの『道』をテーマに父と結婚を控えた娘の卒業を描く。視聴率9.0%

### あらすじ
山崎真理子と恋人の桜木健太は、結婚の許しを得るため真理子の父・啓一に頭を下げる。啓一は二人の気持ちに応えて結婚を快諾するが、自身は結婚式には出席しないという。健太のことは認めつつも出席はできないという啓一に真理子は激怒し、親子の間に溝ができてしまう。

### キャスト
- 山崎真理子 - 国仲涼子 （主演）
- 山崎啓一 - 平田満 （父親役）
- 桜木健太 - 大倉孝二
- ADの男 - ムロツヨシ
- 山崎弓江 - 手塚理美 （友情出演）
- 立花仁美 - 長澤まさみ

## 第3夜 奏

### 概要
スキマスイッチの『奏（かなで）』をテーマに大学生カップルの卒業を描く。視聴率9.2%。

### あらすじ
前島由梨香はカメラ好きの彼氏・三木泰樹の様子がおかしいため浮気の可能性を疑っていた。尾行調査の結果、泰樹は浮気ではなくカメラ撮影のアシスタントのためアフリカへ行く準備をしていたのだった。これにショックを受けた由梨香は一方的に別れを告げ、泰樹とはもう会わないと心に決めるのだが…。

### キャスト
- 前嶋由梨香 - 北乃きい （主演）
- 三木泰樹 - 山本裕典 （恋人役）
- 佐伯理恵子 - 水沢奈子
- 石塚香織 - 伊藤麻実子
- ADの男 - ムロツヨシ
- 立花仁美 - 長澤まさみ
- 通行人 - チャンカワイ（Wエンジン）
- 由梨香の大学の知人 - CHIKARA

## 第4夜 卒業写真

### 概要
松任谷由実の『卒業写真』をテーマに仕事の卒業を描く。視聴率9.8%。

### あらすじ
ラジオのパーソナリティーを目指して上京した立花仁美は、マネージャーの下村からテレビ番組のレギュラー出演が決まったのでラジオを辞めようと言われる。ラジオの仕事だけが好きだった仁美はひどく落ち込み、ふと卒業アルバムを見ると幼馴染の青木剛史の姿を見つける。翌日、仁美は無断で故郷に帰って剛史と再会するのだが…。

### キャスト
- 立花仁美 - 長澤まさみ （主演）
- 青木剛史 - 増田貴久 （幼馴染役）
- 木口真奈美 - 原史奈
- 青木初子 - 歌川椎子
- 下村陽一 - 安田顕

## スタッフ
- プロデュース: 三竿玲子
- 演出
  - 1夜・2夜：星野和成
  - 3夜・4夜：松山博昭
- 脚本 ：徳永友一
- 制作： フジテレビドラマ制作センター

## ネット局
| 放送対象地域  | 放送局                   | 系列                                         | 放送期間                | 放送曜日・時間 (JST)      | 備考        |
| ------------- | ------------------------ | -------------------------------------------- | ----------------------- | ------------------------- | ----------- |
| 関東広域圏    | フジテレビ (CX)          | フジテレビ系列                               | 2010年3月1日 - 3月4日   | 月曜 - 木曜 23:00 - 23:45 | 制作局      |
| 北海道        | 北海道文化放送 (UHB)     | フジテレビ系列                               | 2010年3月1日 - 3月4日   | 月曜 - 木曜 23:00 - 23:45 | 同時ネット  |
| 岩手県        | 岩手めんこいテレビ (MIT) | フジテレビ系列                               | 2010年3月1日 - 3月4日   | 月曜 - 木曜 23:00 - 23:45 | 同時ネット  |
| 宮城県        | 仙台放送 (OX)            | フジテレビ系列                               | 2010年3月1日 - 3月4日   | 月曜 - 木曜 23:00 - 23:45 | 同時ネット  |
| 秋田県        | 秋田テレビ (AKT)         | フジテレビ系列                               | 2010年3月1日 - 3月4日   | 月曜 - 木曜 23:00 - 23:45 | 同時ネット  |
| 山形県        | さくらんぼテレビ (SAY)   | フジテレビ系列                               | 2010年3月1日 - 3月4日   | 月曜 - 木曜 23:00 - 23:45 | 同時ネット  |
| 福島県        | 福島テレビ (FTV)         | フジテレビ系列                               | 2010年3月1日 - 3月4日   | 月曜 - 木曜 23:00 - 23:45 | 同時ネット  |
| 新潟県        | 新潟総合テレビ (NST)     | フジテレビ系列                               | 2010年3月1日 - 3月4日   | 月曜 - 木曜 23:00 - 23:45 | 同時ネット  |
| 長野県        | 長野放送 (NBS)           | フジテレビ系列                               | 2010年3月1日 - 3月4日   | 月曜 - 木曜 23:00 - 23:45 | 同時ネット  |
| 静岡県        | テレビ静岡 (SUT)         | フジテレビ系列                               | 2010年3月1日 - 3月4日   | 月曜 - 木曜 23:00 - 23:45 | 同時ネット  |
| 富山県        | 富山テレビ (BBT)         | フジテレビ系列                               | 2010年3月1日 - 3月4日   | 月曜 - 木曜 23:00 - 23:45 | 同時ネット  |
| 石川県        | 石川テレビ (ITC)         | フジテレビ系列                               | 2010年3月1日 - 3月4日   | 月曜 - 木曜 23:00 - 23:45 | 同時ネット  |
| 福井県        | 福井テレビ (FTB)         | フジテレビ系列                               | 2010年3月1日 - 3月4日   | 月曜 - 木曜 23:00 - 23:45 | 同時ネット  |
| 中京広域圏    | 東海テレビ (THK)         | フジテレビ系列                               | 2010年3月1日 - 3月4日   | 月曜 - 木曜 23:00 - 23:45 | 同時ネット  |
| 近畿広域圏    | 関西テレビ (KTV)         | フジテレビ系列                               | 2010年3月1日 - 3月4日   | 月曜 - 木曜 23:00 - 23:45 | 同時ネット  |
| 島根県 鳥取県 | 山陰中央テレビ (TSK)     | フジテレビ系列                               | 2010年3月1日 - 3月4日   | 月曜 - 木曜 23:00 - 23:45 | 同時ネット  |
| 岡山県 香川県 | 岡山放送 (OHK)           | フジテレビ系列                               | 2010年3月1日 - 3月4日   | 月曜 - 木曜 23:00 - 23:45 | 同時ネット  |
| 広島県        | テレビ新広島 (TSS)       | フジテレビ系列                               | 2010年3月1日 - 3月4日   | 月曜 - 木曜 23:00 - 23:45 | 同時ネット  |
| 愛媛県        | テレビ愛媛 (EBC)         | フジテレビ系列                               | 2010年3月1日 - 3月4日   | 月曜 - 木曜 23:00 - 23:45 | 同時ネット  |
| 高知県        | 高知さんさんテレビ (KSS) | フジテレビ系列                               | 2010年3月1日 - 3月4日   | 月曜 - 木曜 23:00 - 23:45 | 同時ネット  |
| 福岡県        | テレビ西日本 (TNC)       | フジテレビ系列                               | 2010年3月1日 - 3月4日   | 月曜 - 木曜 23:00 - 23:45 | 同時ネット  |
| 佐賀県        | サガテレビ (STS)         | フジテレビ系列                               | 2010年3月1日 - 3月4日   | 月曜 - 木曜 23:00 - 23:45 | 同時ネット  |
| 長崎県        | テレビ長崎 (KTN)         | フジテレビ系列                               | 2010年3月1日 - 3月4日   | 月曜 - 木曜 23:00 - 23:45 | 同時ネット  |
| 熊本県        | テレビくまもと (TKU)     | フジテレビ系列                               | 2010年3月1日 - 3月4日   | 月曜 - 木曜 23:00 - 23:45 | 同時ネット  |
| 鹿児島県      | 鹿児島テレビ (KTS)       | フジテレビ系列                               | 2010年3月1日 - 3月4日   | 月曜 - 木曜 23:00 - 23:45 | 同時ネット  |
| 沖縄県        | 沖縄テレビ (OTV)         | フジテレビ系列                               | 2010年3月1日 - 3月4日   | 月曜 - 木曜 23:00 - 23:45 | 同時ネット  |
| 大分県        | テレビ大分 (TOS)         | フジテレビ系列 日本テレビ系列                | 2010年3月13日           | 土曜 24:50 - 27:40        | 4話連続放送 |
| 宮崎県        | テレビ宮崎 (UMK)         | フジテレビ系列 日本テレビ系列 テレビ朝日系列 | 2010年3月15日 - 3月18日 | 月曜 - 木曜 16:03 - 16:48 |             |